# Spilosoma dalbergiae
Spilosoma dalbergiae är en fjärilsart som beskrevs av Moore 1888. Spilosoma dalbergiae ingår i släktet Spilosoma och familjen björnspinnare. Inga underarter finns listade i Catalogue of Life.